# Östersunds rådhus
Östersunds rådhus i Östersund uppfördes åren 1909–1912 efter ritningar av arkitekt Frans Bertil Wallberg. Byggmästare var Johan August Hellström. Östersunds rådhus är 51 meter hög.{

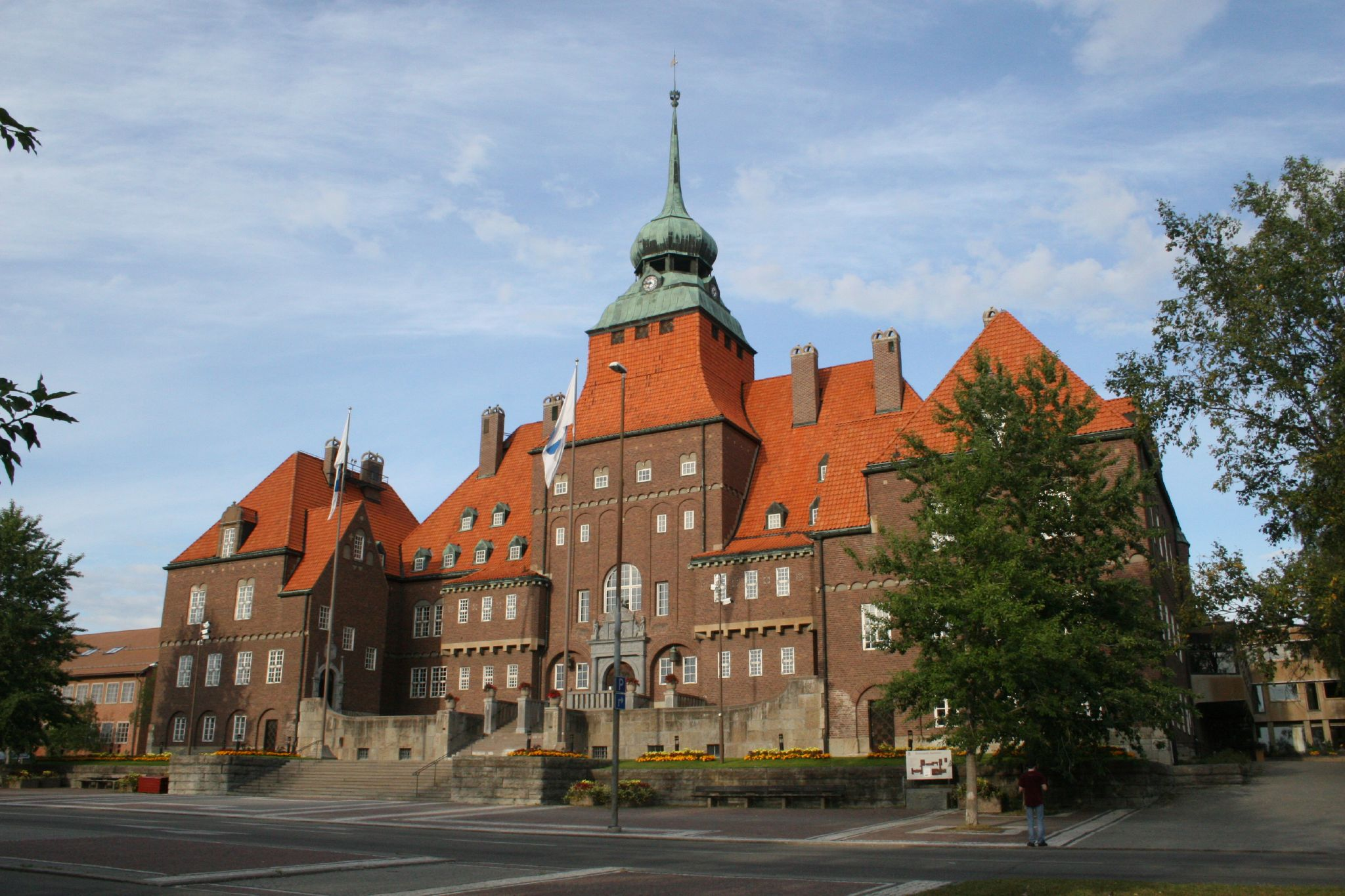
Östersunds rådhus från Postgränd

## Arkitektur
Rådhuset är ett nationalromantiskt byggnadsverk, där modern nordeuropeisk tegelarkitektur smälts samman med jämtsk byggnadstradition. Lökkupolen har medvetet utformats för att ge associationer till jämtska klockstaplar (jämför med Frösö kyrka). Fasaden är klädd med mörkt Helsingborgstegel och Gustakalksten från Brunflo. Utsmyckningar är utförda av skulptören Olof Ahlberg. 
Nedre och övre trapphallen med Rådhussalen, ursprungligen stadsfullmäktiges sessionssal, och Domsalen utgör rådhusets representativa och mest välbevarade del. Övre trapphallen är den kanske mest anslående interiören med valv, pelare och muralmålning.

## Historia

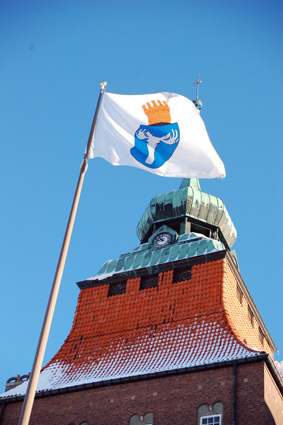
Östersunds kommunflagga framför rådhuset i november 2005

Byggnadsstyrelsens vice ordförande i Östersund, bankdirektören Carl Lignell, ställde höga krav på bygget. Ett exempel på det är de spegelramar av furu som pryder domsalen. Lignell granskade noggrant alla spegelramar, som för övrigt tillverkades av snickerier i Östersund med omnejd. Tre fjärdedelar underkändes och skickades tillbaka därför att de innehöll för mycket kvist.
Redan på ritningsstadiet väckte byggnaden uppmärksamhet. I tidskriften Arkitektur kunde man år 1907 läsa att Rådhuset var "det bästa som av modern svensk arkitektur hittills framkommit".[källa behövs] Även i staden väckte bygget stor uppståndelse, dock inte enbart av det positiva slaget. Somliga av stadens 10 000 invånare upprördes över "skrytbygget". De ansåg det vara ett slöseri, som hörde hemma i huvudstaden. Allra mest retade man sig på tornklockan. Hos vissa tog sig upprördheten uttryck i att byggnadsarbetarna trakasserades, som bland annat utsattes för stenkastning. Under en kortare tid fick bygget läggas ned för att det hela skulle lugna ner sig.[källa behövs]
När rådhuset till slut invigdes inbjöds allmogen till festligheterna, dock ej byggmästaren Johan August Hellström. Han låg i tvist med stans styrande sedan kalkylen på 367 500 kronor spräckts. 560 000 kronor blev slutnotan för det ståtliga bygget. Det hela slutade i att byggmästaren gick i konkurs.
Stadens tjänstemän förmådde bara fylla ut drygt hälften av de då 136 rummen i det nya rådhuset. Andra hälften hyrdes ut, framför allt till statliga myndigheter. Under många år samsades därför en brokig samling verksamheter i huset. Här fanns bland annat stadsläkarens vaccinationsrum, utskänkningslokal (Systembolaget), polis, häkte och - två trappor ner - fängelse, inklusive fönsterlösa isoleringsceller.
Från 1912 till 2024 hyrde Sankt Johanneslogen Arcturus inom Svenska Frimurare Orden lokaler i rådhuset och hade sin pelarsal högst upp i den södra flygeln. Frimurarna hade varit med och finansierat rådhusbygget. 2024 fick de lämna rådhuset eftersom kommunen inte ansåg att lokalerna levde upp till moderna brandsksyddsföreskrifter.
Åren omkring 1970 genomfördes en omfattande om- och tillbyggnad av rådhuset i samband med den stora kommunsammanslagningen.
År 2009 utsågs Östersunds rådhus till "Sveriges bästa kommunhus" i en omröstning i SKTF-tidningen.

## Klocktornet
Fyra gånger varje dag, klockan 8:00, 12:00, 16:00 och 20:00 ger sig rådhuset till känna. Då spelar det datorstyrda  klockspelet i stadshustornet. Det installerades 1986 under Östersunds 200-årsjubileum och spelar till exempel nationalsången i Republiken Jamtland - Jämtlandssången och "E Jamtlandstaus" av Hans Peter Burman. Klockspelet består av 26 klockor stämda i olika toner. 

## Studenttraditioner
Traditionellt samlas Östersunds gymnasieskolors studenter på rådhustrappan vid midnatt varje studentnatt för att sjunga Studentsången samt Jämtlandssången. Ofta fylls även fontänen söder om rådhuset av skum (?) i samband med samlingen.